# Charles Biederman
Pour les articles homonymes, voir Biederman.
Charles Biederman, né le 23 août 1906  à Cleveland (Ohio), et mort le 26 décembre 2004 à Red Wing (Minnesota), est un artiste peintre et sculpteur américain. Il est un artiste majeur de l'art américain dans le domaine du relief.

## Biographie
Charles Biederman est né le 23 août 1906 à Cleveland dans l'Ohio. Ses parents sont des immigrants tchèques. Il a été formé à Cleveland comme artiste commercial de 1922 à 1926. De 1926 à 1929 il a étudié à l'Institut d'art de Chicago. Il se rend en 1932 en République tchécoslovaque. Revenant aux États-Unis, il a vécu à New York de 1934 à 1940 à l'exception d'une période de neuf mois en 1936–1937 où il vivait à Paris. Durant ce passage à Paris il rencontre entre autres Picasso, Mondrian et Miró. À New-York, il rencontre Albert Eugene Gallatin (en), George L.K. Morris (en) et Alfred Barr. Il retourne ensuite à Chicago. Artiste de l'abstrait, peintre et sculpteur, il est connu en particulier pour les petits reliefs peints composés d'éléments rectilignes. Il est mort le 26 décembre 2004 à Red Wing dans le Minnesota chez lui. Sa disparition a été annoncée par Lyndel King, le directeur du Weisman Art Museum.